# 福井県道15号小浜港線
福井県道15号小浜港線（ふくいけんどう15ごう おばまこうせん）は、福井県小浜市を通る主要地方道（福井県道）である。

## 概要
小浜港から福井県小浜市伏原の国道27号（丹越国道）交点に至るが、起点は六月祓（みなつきはらえ）神社前であり「主要地方道○○港線」では珍しく港が海に面していない。

### 路線データ
福井県条例規則集に基づく起終点および重要な経過地は次のとおり。
- 起点 : 小浜港（福井県小浜市小浜津島）
- 終点 : 福井県小浜市伏原（後瀬山東交差点、国道27号・福井県道1号小浜綾部線交点、福井県道14号小浜停車場線終点）

## 歴史
- 1954年（昭和29年）
  - 1月20日 - 建設省（現・国土交通省）が小浜港から一級国道27号までを結ぶ路線として主要地方道小浜港線を指定。
  - 12月3日 - 福井県が路線認定（整理番号『21』）。
- 1972年（昭和47年）3月1日 - 福井県が前年6月26日の主要地方道追加指定路線認定を機に主要地方道の整理番号を再編、『21』から『9』へ変更。
- 1993年（平成5年）5月11日 - 建設省から、主要県道小浜港線が小浜港線として主要地方道に再指定される[2]。
- 1994年（平成6年）4月1日 - 整理番号を『9』から『15』に変更。

## 路線状況

### 重複区間
- 福井県道14号小浜停車場線（小浜市小浜広峰 - 終点）

## 地理

### 通過する自治体
- 小浜市

### 交差する道路
- 福井県道24号小浜上中線（小浜市小浜清滝）
- 福井県道14号小浜停車場線（小浜市小浜広峰）
- 福井県道235号加斗袖崎住吉線（小浜市小浜住吉）
- 国道27号（小浜市伏原・小浜伏原交差点、終点）

### 沿線にある施設など
- 小浜港